# 谷振春
谷振春（1961年3月—），男，汉族，辽宁抚顺人，中华人民共和国政治人物。东北林业大学林业经济管理专业毕业，研究生学历，管理学博士学位。曾任黑龙江省人大常委会副主任，现任民革中央副主席、黑龙江省委员会主任委员，全国人大监察和司法委员会副主任委员。2023年3月，当选为第十四届全国人大常委会委员。